# Caroline Armington
Pour les articles homonymes, voir Armington et Wilkinson.
Caroline Helena Armington, née Caroline Helena Wilkinson à Brampton (Ontario) le 11 septembre 1875 et morte à New York le 25 octobre 1939, est une peintre et graveuse canadienne.

## Biographie
Membre de la Société nationale des beaux-arts et de la Société de la gravure originale en noir, ses œuvres sont conservées, entre autres, au Musée du Luxembourg, au Petit Palais, au Musée Carnavalet, au British Museum et à la Bibliothèque nationale de France où figure sa toile Saint-Pol de Léon qui a été achetée par l’État.
On lui doit de nombreuses gravures de Paris et des cathédrales de France, de Belgique, des Pays-Bas, de Suède, d'Italie, d'Angleterre et d'Algérie.
Elle est l'épouse de Frank Armington, peintre et aquafortiste canadien.

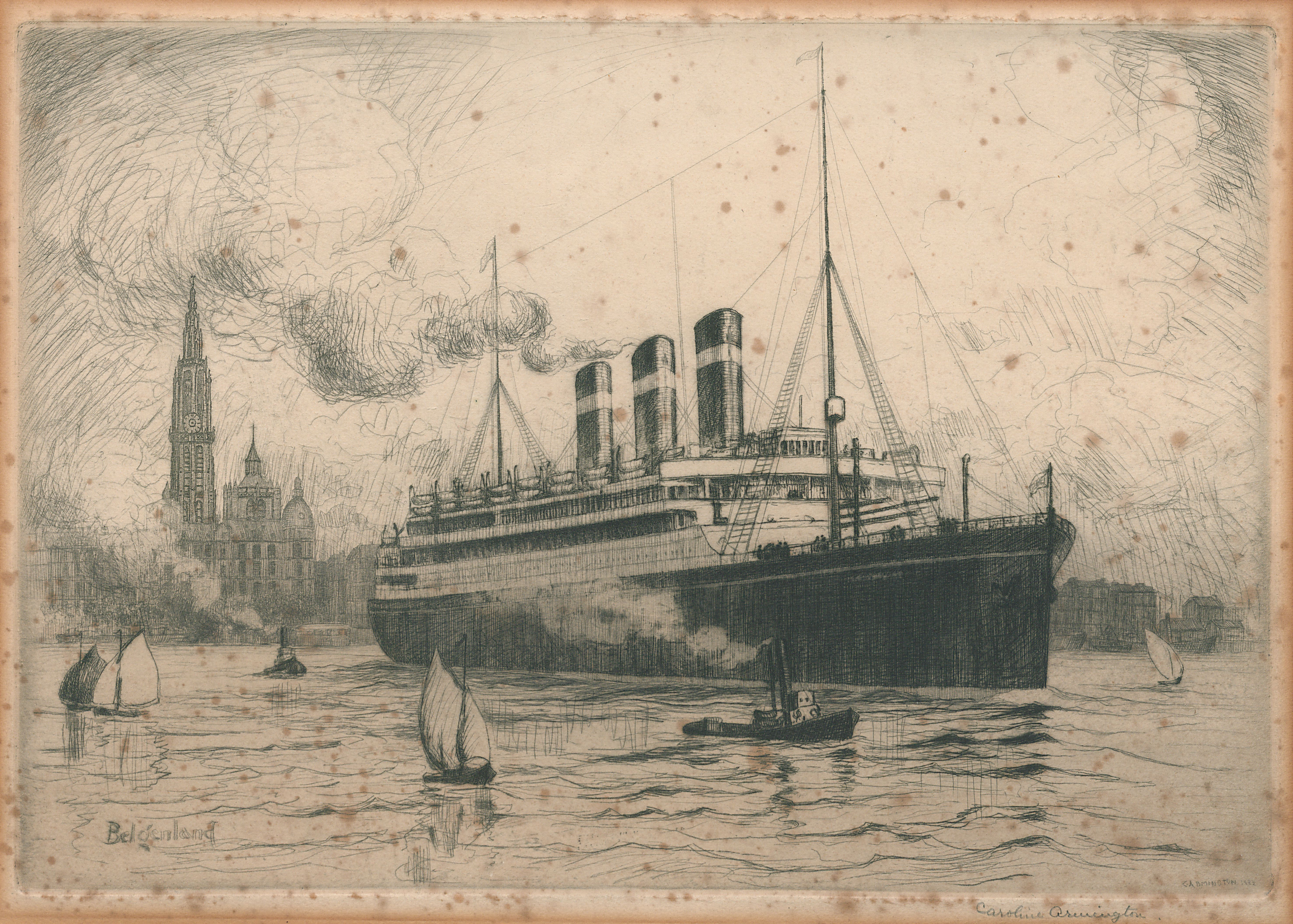
Redezicht bij Antwerpen, 1923, eau-forte.
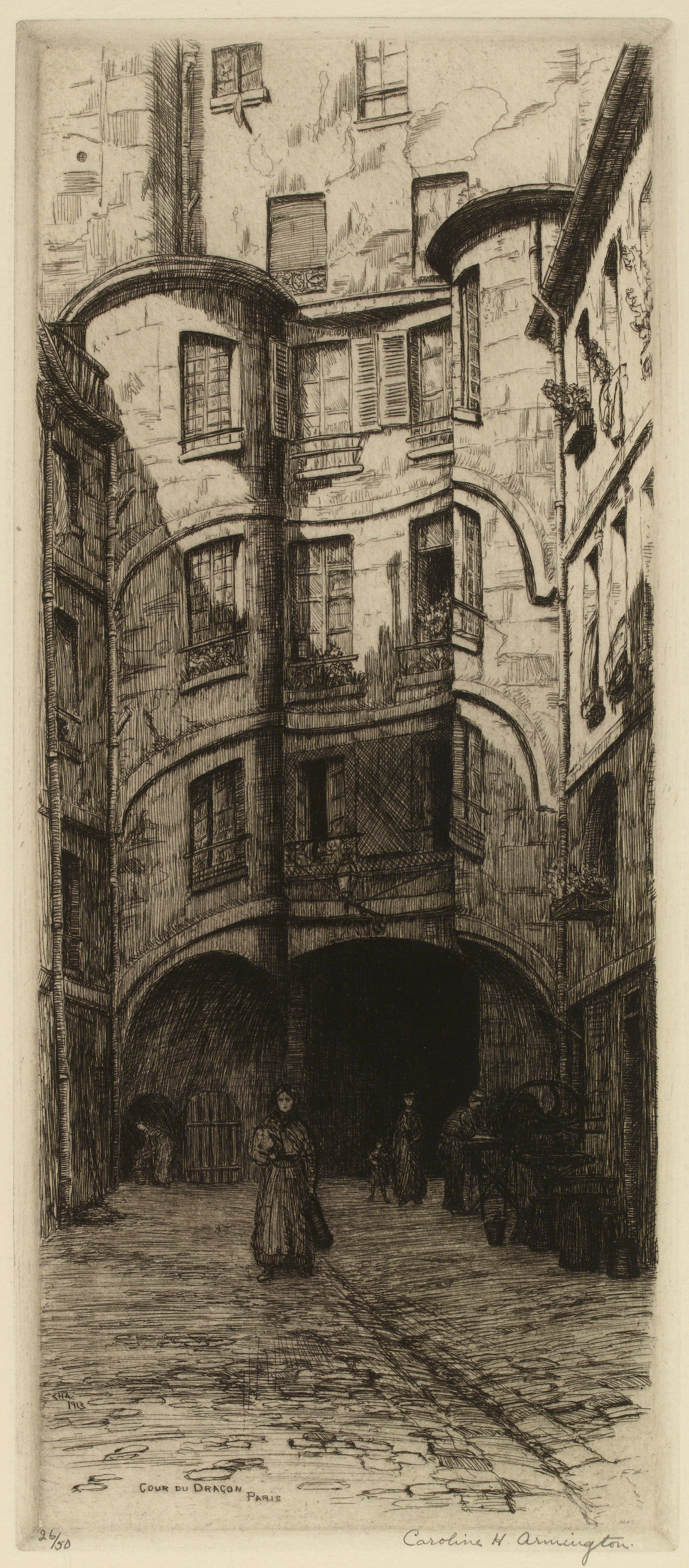
Cour du dragon Paris, 1913, eau-forte.
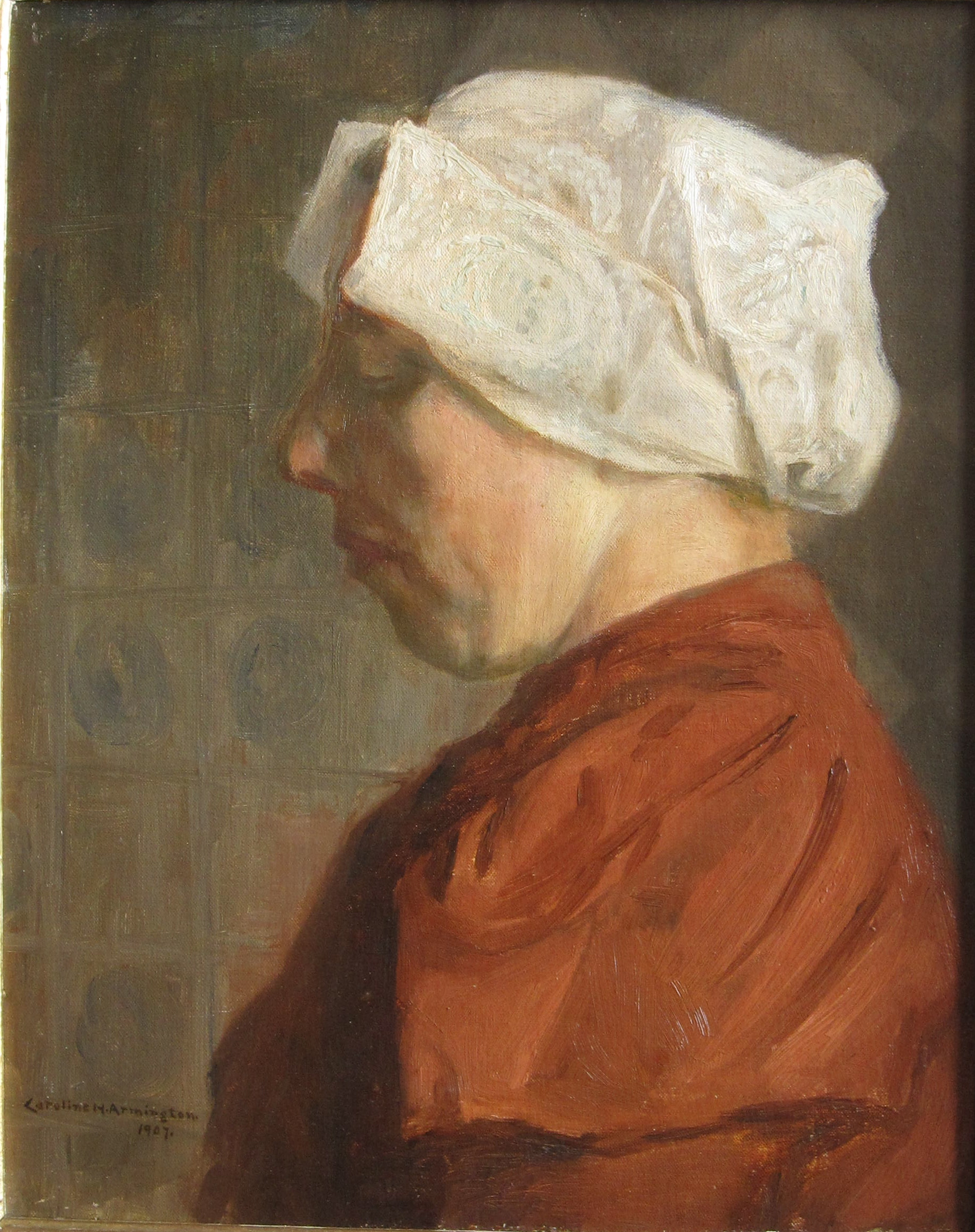
Paysanne Hollandaise, 1907, huile sur panneau.